# Omissiedelict
Omissiedelict (Lat. omissio = weglating) of verzuimdelict is een strafbaar feit dat bestaat in het nalaten van iets dat men behoorde te doen. Zoals het nalaten aan iemand die in direct levensgevaar verkeert die hulp te verlenen die men geven kan zonder gevaar voor zichzelf.

## Nederland
Binnen de omissiedelicten wordt in de literatuur ook wel onderscheid gemaakt tussen eigenlijke (of zuivere) omissiedelicten en oneigenlijke (of onzuivere) omissiedelicten. Bij de eerste categorie gaat het om omissiedelicten die als zodanig omschreven zijn, zoals het wegblijven als getuige (art. 444 Sr) en het niet helpen van hulpbehoevenden (art. 450 Sr). De tweede categorie omvat commissiedelicten die door nalaten kunnen worden gepleegd. Zo kan het onthouden van voedsel aan een kind (een nalaten), waardoor dat kind overlijdt, het commissiedelict doodslag opleveren.

## België
In het Belgisch strafrecht is schuldig hulpverzuim sinds 1961 strafbaar overeenkomstig de artikelen 422bis-422quater van het Strafwetboek. Het gaat om nalaten hulp te verlenen aan iemand die in groot gevaar verkeert.
Ouder dan deze algemene strafbaarstelling zijn een aantal bijzondere omissiedelicten, zoals het verzuim zijn schoorsteen te herstellen (1867) of kinderverlating (1912). Andere voorbeelden zijn familieverlating, de niet-afgifte van het kind aan de omgangsgerechtigde en de niet-inschrijving in het handelsregister.
Ook bestaan er oneigenlijke verzuimsdelicten (commissie door omissie), ook handelingen door onthouding genoemd. Daarvan is sprake wanneer het verzuim slechts een middel is om het misdrijf te verwezenlijken: het vrijwillig nalaten voltrekt de verboden handeling.
Typevoorbeelden zijn:
- iemand doden door na te laten hem een levensnoodzakelijk geneesmiddel toe te dienen;
- het laten doodbloeden van een kind doordat de moeder bij de geboorte de navelstreng niet afbindt;
- de bedrieglijke organisatie van het onvermogen door de weigering om inkomsten uit arbeid te verkrijgen.

#### België
- J. Constant, La répression des abstentions coupables, 1961-1962
- C.J. van Houdt en W. Calewaert, Belgisch strafrecht, 1976
- Chris Van den Wyngaert, Strafrecht, strafprocesrecht & internationaal strafrecht, 2006

#### Nederland
- T.J. Noyon, G.E. Langemeijer en J. Remmelink, Het wetboek van strafrecht, losbl.
- R.C. Fransen, Strafbaar nalaten. De praktische en jurisprudentiële grenzen van het oneigenlijke omissiedelict., 2008, Tilburg: Celsus juridische uitgeverij Tilburg
- Bart Keupink, Daderschap bij wettelijke strafrechtelijke zorgplichtbepalingen, 2011, Proefschrift Erasmus Universiteit Rotterdam